# Ai Sugiyama
Ai Sugiyama (japansk: 杉山愛, født 5. juli 1975 i Yokohama, Japan) er en professionel tennisspiller fra Japan.